# Tricentrus yasmeeni
Tricentrus yasmeeni är en insektsart som beskrevs av Liang och Mckamey 1995. Tricentrus yasmeeni ingår i släktet Tricentrus och familjen hornstritar. Inga underarter finns listade i Catalogue of Life.